# Anisozyga longidentata
Anisozyga longidentata är en fjärilsart som beskrevs av Louis Beethoven Prout 1912. Anisozyga longidentata ingår i släktet Anisozyga och familjen mätare. Inga underarter finns listade i Catalogue of Life.